# Artur Schweriner
Artur Schweriner (* 31. März 1882 in Czarnikau; † 30. Oktober 1941 in Miami, Florida) war ein deutscher Schriftsteller und Journalist.

## Leben
Artur Schweriner, zunächst Arthur Schweriner, kam als Sohn eines jüdischen Kaufmanns in Czarnikau zur Welt; das 'H' in Arthur ließ er später fallen. Nach Schule und Besuch eines jüdischen Lehrerseminars gelangte er 1903 ins Fürstentum Lippe. Schweriner wurde Lehrer und Prediger der jüdischen Gemeinde in Bad Salzuflen. Während seiner drei Jahre währenden Tätigkeit schrieb er als freier Mitarbeiter für die Lippische Landes-Zeitung des Linksliberalen Adolf Neumann-Hofer. Unter dem Pseudonym spectator veröffentlichte er zahlreiche Artikel, die Missstände anprangerten oder sich mit Wortwitz gegen „ehrwürdige“ Honoratioren wandten. Die Folge waren Gerichtsverfahren wegen Beleidigung. Schweriner war vermutlich auch der Verfasser eines Aufsehen erregenden Artikels auf der Titelseite der Ausgabe vom 11. August 1906. In diesem empörte sich der anonyme Schreiber über die mangelnde gesellschaftliche und politische Gleichstellung der Juden in Lippe.
Das Engagement Artur Schweriners für die Linksliberalen unter Neumann-Hofer in Lippe stieß innerhalb der Gemeinde offenbar auf Vorbehalte. Beigetragen dazu hatte sowohl die Broschüre Und Lippe lacht …, als auch die Herausgabe eines eigenen Blattes, der Salzufler Zeitung, in Bad Salzuflen, das von der Lippischen Landes-Zeitung mitfinanziert wurde. 1906 verlängerte die jüdische Gemeinde seinen Vertrag daher nicht mehr. In seiner Zeit in Lippe hatte Schweriner bereits zwei kleine schriftstellerische Werke verfasst.
Schweriner ging nach Berlin, wo er als Reichstagsjournalist arbeitete und häufiger Artikel und Glossen für jüdische Zeitungen und Zeitschriften verfasste. Vermutlich schrieb er auch für die Vossische Zeitung, bei der sein Bruder, der Journalist und Romanschriftsteller Oskar Theodor Schweriner, arbeitete. Als Vortragsreisender gegen antisemitische Tendenzen trat er zudem in vielen deutschen Städten auf. Im Winter 1911/12 war er wiederum in Lippe, wo er seine Partei, die Freisinnige Vereinigung, und seinen Freund Adolf Neumann-Hofer im Reichstagswahlkampf gegen die Konservativen und die antisemitischen Christlich-Sozialen als Redner unterstützte.
Nach einem weiteren Zwischenspiel in Berlin zog Schweriner 1912 mit seiner Frau Else, die er 1909 geheiratet hatte, nach Lüdenscheid. Hier übernahm er eine Tageszeitung und machte sie zu einem viel gelesenen Organ der Liberalen. Nach Auseinandersetzungen mit Antisemiten innerhalb der eigenen Partei und der eigenen Gemeinde sowie seinem Wechsel zur Sozialdemokratie kehrte Schweriner 1920 nach Berlin zurück.
In Berlin arbeitete er als Syndikus für den Central-Verein deutscher Staatsbürger jüdischen Glaubens (CV) im Bereich Groß-Berlin. Er schrieb weiter für diverse Tageszeitungen und trat zudem als Redner für das Reichsbanner in Erscheinung. 1925 veröffentlichte er Anekdoten aus seinem Leben als Heiteres aus dem Tagebuch eines Unentwegten.
Die Gefahren des Nationalsozialismus wurden von ihm fortwährend beschworen. Mit anderen Journalisten gründete er 1929 eine moderne und umstrittene politische Wochenzeitung, den Alarm. Kampfblatt gegen die Feinde der Republik. Nach der Machtübernahme durch die Nationalsozialisten flüchtete der Journalist 1933 über Italien und Frankreich in die USA. In New York arbeitete er für die deutschsprachige und sozialdemokratische Wochenzeitung Neue Volkszeitung. Hier schrieb er unter dem Pseudonym gaudeamus Kolumnen und unter dem Namen Artur Fischer Artikel und Romane.
Im Jahr 1940 wurden Artur und Else Schweriner amerikanische Staatsbürger. Im Herbst 1941 wollte Schweriner an einer deutschsprachigen Zeitung in Florida mitwirken. Eine plötzliche Krankheit machte eine Operation in Miami erforderlich, die er nicht überlebte. Er starb am 30. Oktober 1941.

## Werke
- Der gute Ton im Hause Hillel. Berlin 1905
- Onkel Wolff, der Kleinstädter. Berlin 1924
- Ein verpfuschtes Leben? Heiteres aus dem Tagebuch eines Unentwegten. Berlin 1925
- Von Tillesen bis Schmelzer. Magdeburg 1928
- Die Partei der Phrase. Magdeburg 1930 (anonym für das Reichsbanner)
- How far shall we go?. New York 1935